# Cain's Ballroom
El Cain's Ballroom es un local de música histórico en Tulsa, Oklahoma que fue construido en 1924 como garaje para los automóviles de W. Tate Brady. Madison W. "Daddy" Cain adquirió el edificio en 1930 y lo nombró Cain's Dance Academy, cobrando diez centavos por lecciones de baile. La academia fue el sitio de la primera emisión radiofónica regular de Bob Wills y sus Texas Playboys, quienes continuaron tocando ahí regularmente.
Estuvo en desuso hasta 1976 cuándo Larry Schaeffer compró el edificio, lo renovó y lo abrió con el nombre Cain's  Ballroom. 

## Historia

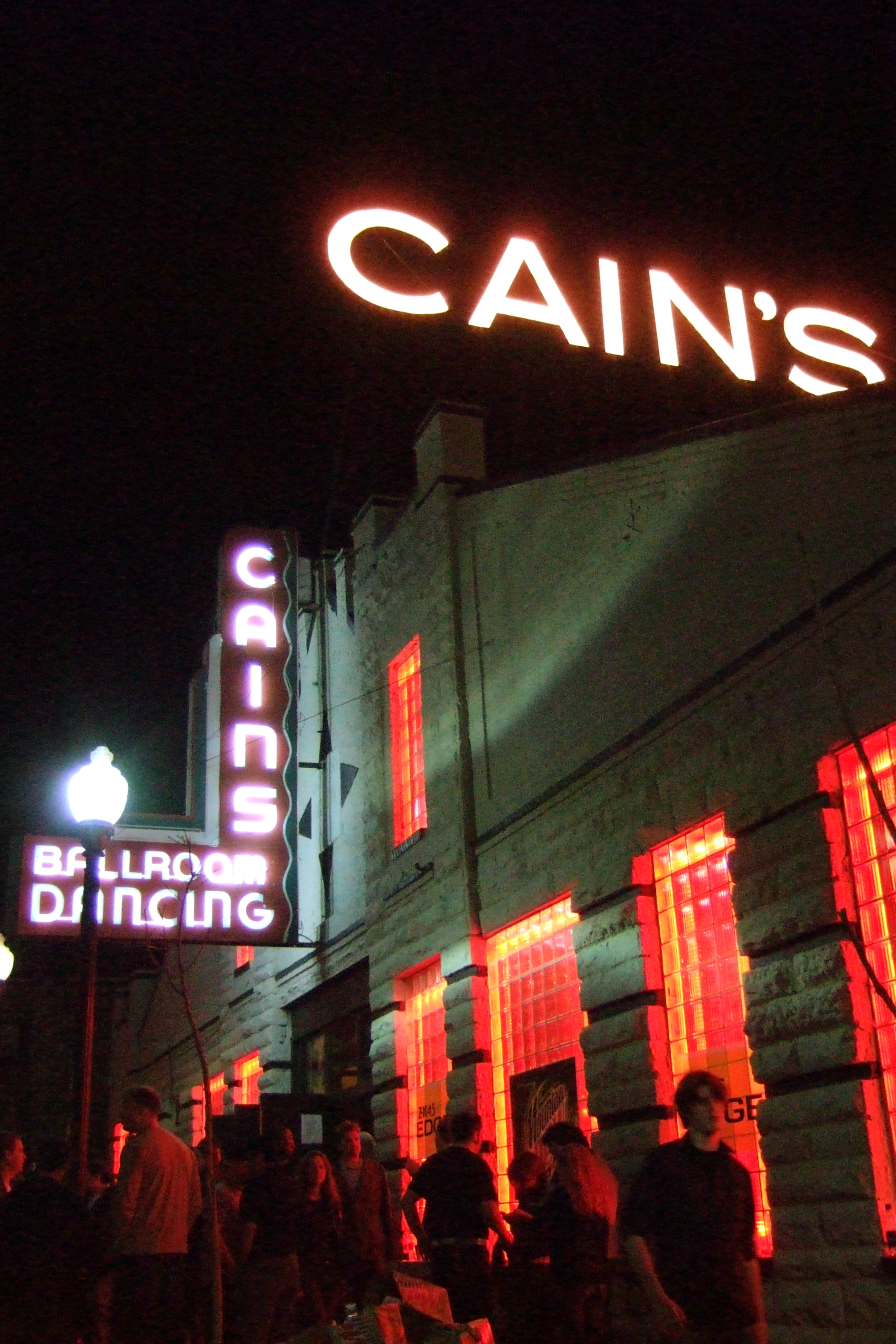
Cain's Ballroom por la noche

Tate Brady utilizó este edificio como garaje después de su construcción en 1924. Su garaje fue rebautizado como "El Louvre" y abierto al público. Se convirtió en un sitio de entretenimiento nocturno para la ciudad durante su auge petrolero.
Madison 'Daddy' Cain empezó a dar lecciones de baile y organizar eventos nocturnos en el lugar, bajo el nombre Cain's Dance Academy. Algunos de los géneros que se tocaban eran jazz, ragtime, blues, y country. Bob Wills se volvió un intérprete regular. Para 1932, Bob Wills y sus Texas Playboys transmitían un espectáculo radiofónico popular desde el Cain's Ballroom en KVOO (1934–1942).
A finales de los años 1960s, el Cain's Ballroom estuvo cerrado por un tiempo breve. En 1972 fue comprado por Marie Mayers, una fan de Bob Wills. Ella planeaba reabrir el Cain's Ballroom como salón de baile de tiempo completo. Tuvo un éxito muy limitado con bailes tradicionales y rentas para conciertos. En 1976 Mayers vende el Cain's Ballroom a Larry Shaeffer, inversor en conciertos de rock. Su inversión en el Cain's Ballroom se enfocó en restaurar la estructura y elementos originales. En 1977 el Cain's  Ballroom abrió con un concierto de Elvin Bishop. 
El concierto de los Sex Pistols fue reservado a través de Malcolm McLaren a principios de 1978. Después de los Sex Pistols, el Cain's Ballroom ha tenido éxito principalmente con conciertos. 